# Pseudophera jimenezi
Pseudophera jimenezi är en insektsart som beskrevs av Nielson et Godoy 1995. Pseudophera jimenezi ingår i släktet Pseudophera och familjen dvärgstritar.
Artens utbredningsområde är Costa Rica. Inga underarter finns listade i Catalogue of Life.